# ايكوميديا
إيكوميديا هي شركة إعلامية مغربية مملوكة جزئيًا لعدة رجال أعمال. تنشر الصحف التي يتم توزيعها على نطاق واسع في البلاد.

## الشركات التابعة
- الصباح (باللغة العربية يوميًا، طبع 86907 نسخة / يوم في عام 2012) [1]
- L'Économiste (الأخبار الاقتصادية باللغة الفرنسية يوميًا، طبع 24,053 نسخة / يوم في عام 2012)
- L'Economiste (مجلة الأعمال الشهرية باللغة الفرنسية)
- راديو الأطلسي (الموسيقى باللغة الفرنسية وأخبار الأعمال) [2]
- المدرسة العليا للصحافة والاتصال، المدرسة الصحافية الرائدة في المغرب
- إيكو-برنت، الشركة التي تطبع منشوراتها

## روابط خارجية
- موقع إيكوميديا